# Pan-pan
Pan-Pan – komunikat stosowany w radiokomunikacji głosowej, informujący o istotnej awarii statku powietrznego lub wodnego, która jednak nie powoduje bezpośredniego zagrożenia życia załogi. Wywodzi się z francuskiego słowa panne oznaczającego defekt.
Najczęstsze powody ustanawiania tego typu komunikacji obejmują:
- wezwanie pomocy lekarskiej,
- potrzebę uzyskania porady lekarskiej,
- wezwanie w przypadku wypadnięcia człowieka za burtę
- zapowiedź dużych zmian pogodowych
- komunikaty o zaginionych jednostkach.

Na wywołanie tego typu jest przeznaczona druga minuta ciszy radiowej.
Wywołanie DSC dla tego typu komunikacji powinno mieć kategorię urgency.
Właściwe użycie tego komunikatu to: Pan-Pan, Pan-Pan, Pan-Pan lub Pan-Pan-Pan.